# 莫斯科大街 (聖彼得堡)

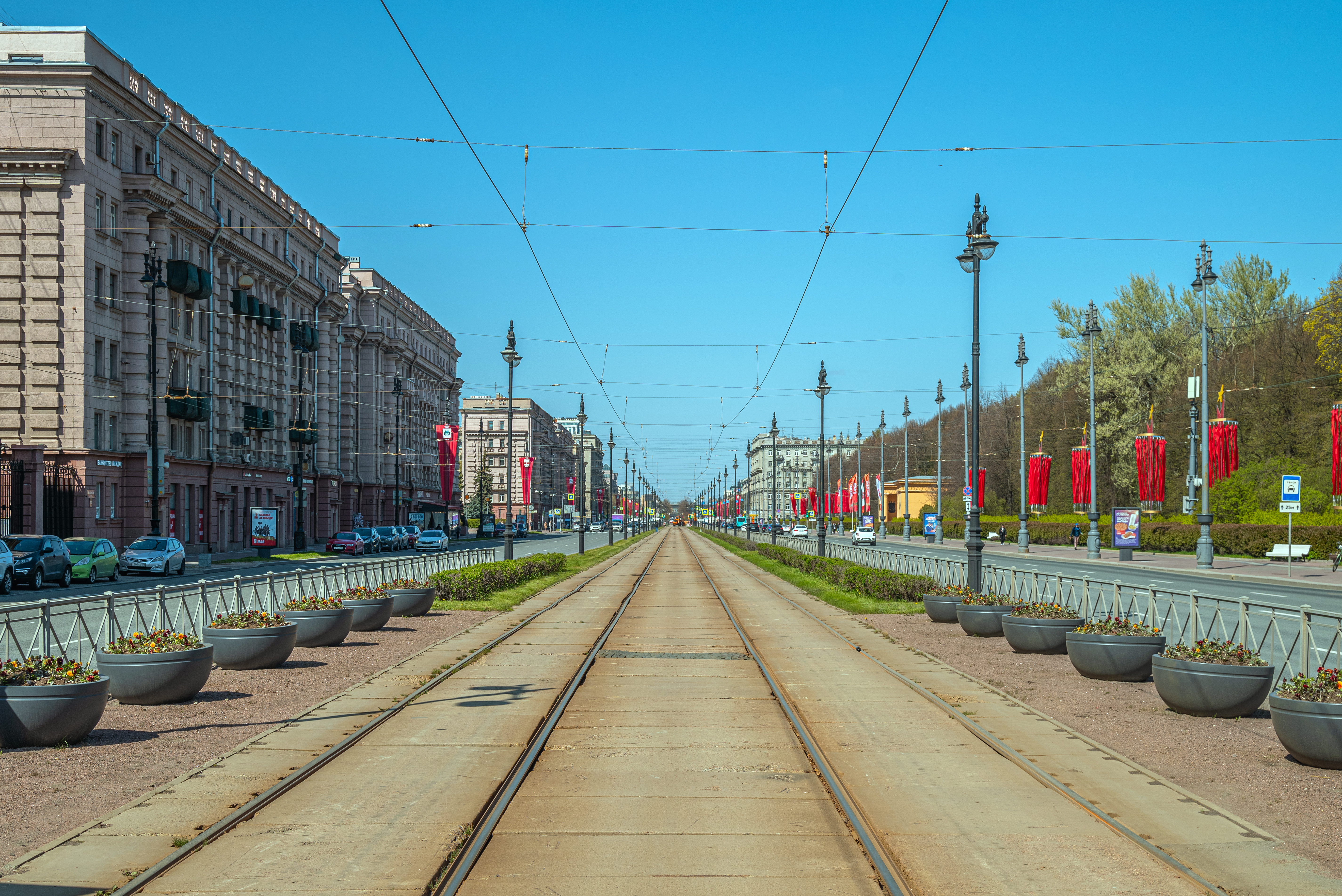
街景

莫斯科大街（俄语：Моско́вский проспе́кт）是俄羅斯第二大城市聖彼得堡的一條街道，全長10公里。因通往首都莫斯科得名。
大街呈南北走向。北起先納亞廣場和花園大街交界，在勝利廣場分成普爾科沃公路和莫斯科公路。早期曾名沙皇村路、外巴爾幹路等。蘇聯時期又曾以斯大林命名。